# Diga di Seyhan
La diga di Seyhan è una diga idroelettrica sul fiume Seyhan, a nord di Adana, in Turchia.
La diga è stata costruita negli anni cinquanta, prima di una serie di progetti idroelettrici finanziati dalla Banca Mondiale.
Il progetto di costruzione è stato autorizzato dal primo ministro Adnan Menderes. 
Project manager fu Süleyman Demirel. in seguito Primo Ministro e nono Presidente della Turchia.

## Foto
Bacino 
altro